# Oerlikon 35 mm
El doble cañón de 35 mm Oerlikon es un arma antiaérea remolcada fabricada por Oerlikon-Contraves. El sistema originalmente fue designado como 2 ZLA/353 ML pero posteriormente se cambió a GDF-001. Fue desarrollado a finales de los años 1950 y es usado por cerca de 30 países.

## Operadores

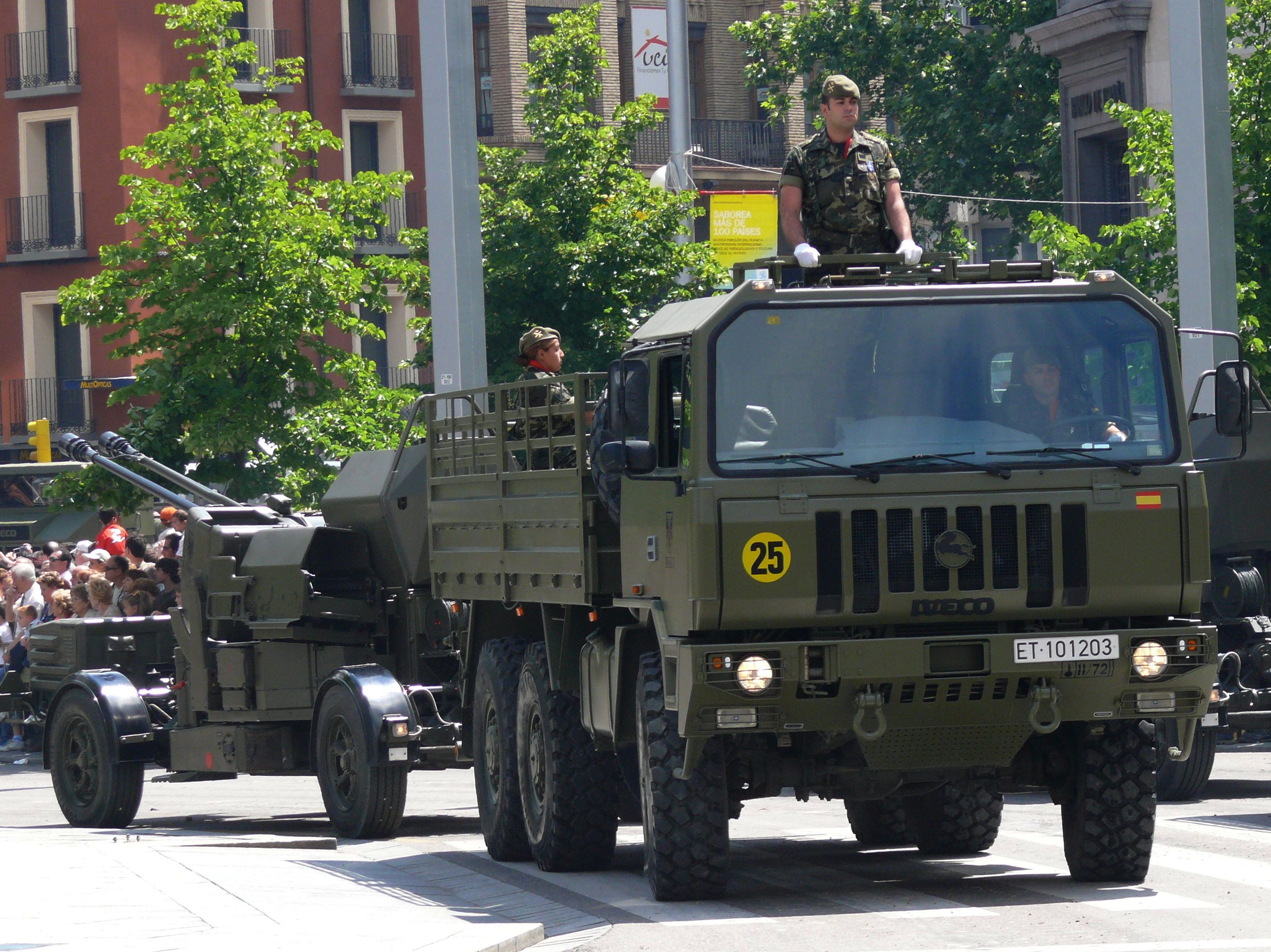
Oerlikon 35 mm del Ejército de Tierra de España remolcado por un camión Iveco-Pegaso M.250.37WM.

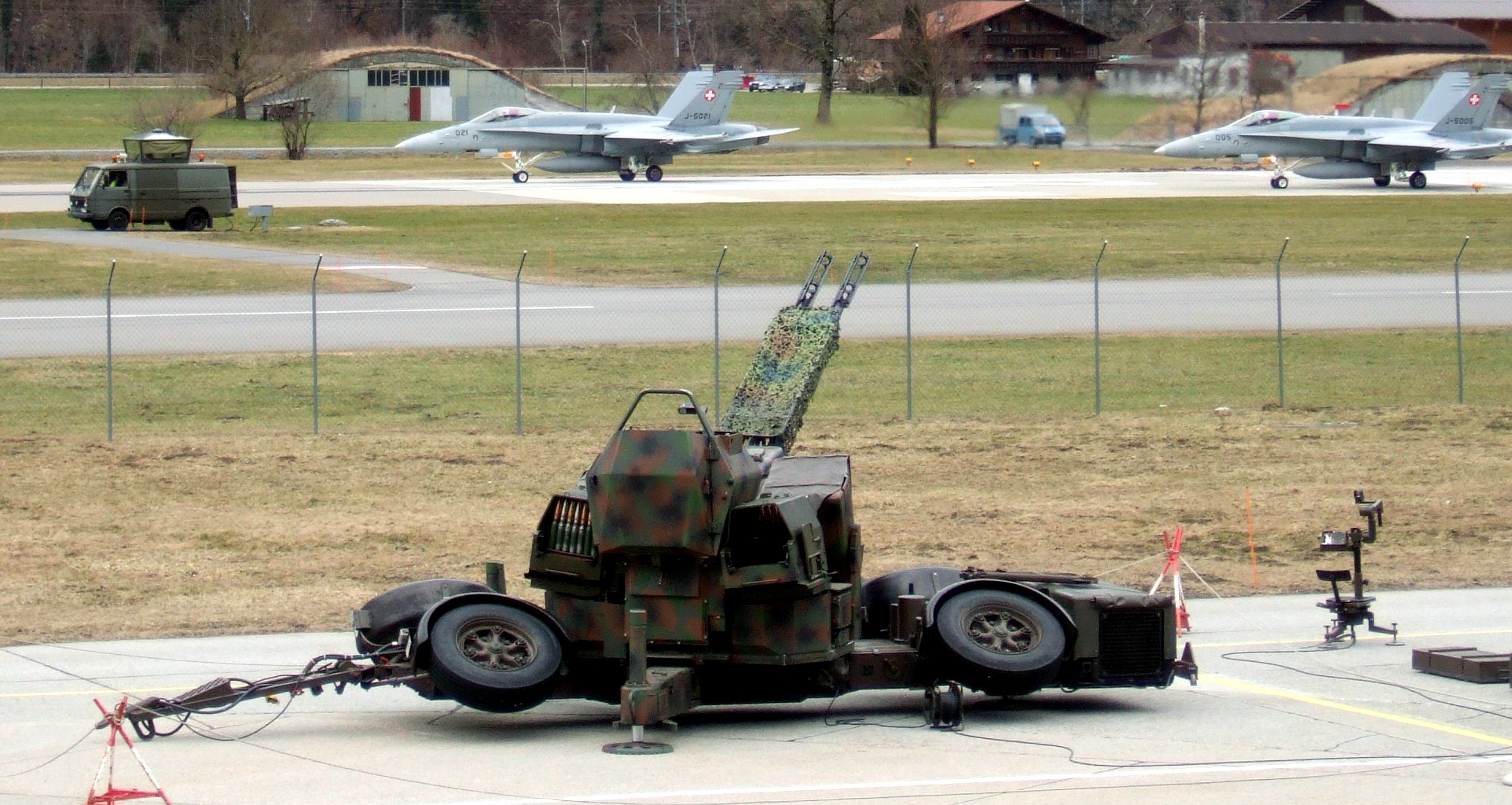
Un GDF-007 suizo en posición de disparo.

AlemaniaUtilizados en el tanque antiaéreo Gepard.
 Arabia Saudita128 unidades GDF-005 modificadas.
 Argentina30 en el Ejército Argentino y 30 en la Fuerza Aérea Argentina con Directores de Tiro Skyguard.:
 Austria
- Ejército Austriaco: 74 unidades GDF-005.
- Fuerza Aérea Austriaca: 18 unidades GDF-005.

 Baréin12 unidades GDF-005.
 Brasil38 unidades GDF-001 con radar de control de fuego Super Fledermaus actualizado.
 Camboya
 Canadá20 unidades GDF-005, para ser retirados. Modificados para AHEAD.
 Chile23 unidades GDF-005 y 17 unidades GDF 007 con radar de control de fuego Skyguard 2 y Skyguard 3 operados por la FACH y a comienzo de los 70 la Infantería de marina de la Armada de Chile recibió 2 piezas GDF-001 con un sistema control de fuego Super Fledermaus , luego traspasado a la FACH , actualmente de baja.
 ChinaCopiados bajo licencia del GDF-002 como Tipo 90, 150+ unidades con radar de control de fuego Skyguard.
 Chipre30 unidades GDF-005.
 ColombiaEjército de Colombia: 75 unidades GDF-005 y 52 unidades con radar de control de fuego.
 Corea del Sur18+ unidades GDF-003.
 Ecuador30 unidades GDF-003.
 Egipto36 unidades GDF-003 usadas con Skyguard y SAM Sparrow.
 Emiratos Árabes Unidos30 unidades GDF-005.
 España
- Ejército de Tierra de España. El Ejército Español dispone de 92 sistemas GDF-007 con 27 directores de tiro Skydor (de Navantia) y efectores Skyguard (de Oerlikon). Los cañones fueron adquiridos en los años 1970 en la versión GDF-001 con directores de tiro SuperFledermaus, ya dados de baja. Entre 2003 y 2005 fueron actualizados a la versión GDF-007, con visor de puntería optrónico Gun King con telémetro láser incorporado y microprocesador de seguimiento tridimensional de blancos; instalación de un cargador automático, con un número mayor de proyectiles; incorporación de un grupo electrógeno; y nueva cabina de mando para un solo sirviente. Esta serie de mejoras han permitido un aumento de la probabilidad de impacto y derribo, mayor capacidad de mando local y una reducción en el número de sirvientes y vehículos necesarios. Además se realizó una revisión general del material y se adquirieron conjuntos para capacitar a los cañones y a los directores de tiro para poder utilizar la munición AHEAD, de la propia Oerlikon-Contraves. La munición de 35 mm de nueva generación AHEAD se programa automáticamente en función de la distancia del objetivo, explotando en un punto precalculado enfrente de él y lanzándole una ráfaga de 152 subproyectiles de tungsteno, aumentando de este modo la eficacia de los proyectiles tradicionales con espoleta de tiempo y proporcionando capacidad antimisil.[3][4] Parte de estos cañones actúan integrados con los misiles Selenia Aspide, configurando el sistema antiaéreo Toledo.

 Filipinas
- Fuerzas Armadas de Filipinas

 Finlandia16 unidades. Conocidos localmente como 35 ITK 88.
 Grecia44 unidades GDF-002.
 Indonesia
 Irán92 unidades GDF-002.
 JapónCerca de 70 unidades GDF-001, fabricadas en un joint venture entre Japan Steel Works (cañones de 35 mm) y Mitsubishi Electric Corporation para el resto de subsistemas.
 Kuwait12 unidades GDF-005, usados con Skyguard y SAM Sparrow.
 Malasia28 unidades GDF-003.
 Omán10 unidades GDF-005 modificadas AHEAD.
 PakistánCerca de 200 unidades GDF-002.
 Reino UnidoUn total de 15 piezas del modelo GDF-002 35 mm fueron capturadas en la Guerra de Las Malvinas junto con 6 sistemas Skyguard y un sistema de radar Super Fledermaus. Uno de ellos fue destruido por el impacto de un misil durante el conflicto. Actualmente cuatro sistemas de fuego Skyguard son usados como sistemas de apoyo para la detección de vuelos no autorizados en áreas bajo control y/o en áreas residenciales con restricciones de vuelo.
 Rumania43 sistemas Gepard y 72 unidades GDF-003.
 Singapur34 unidades GDF-002.
 SudáfricaCerca de 100 unidades GDF-002 y 48 unidades modificadas GDF-005.
 Suiza45 unidades modificadas GDF-005 de un total de 264 unidades GDF-001/002.
 Taiwán24 unidades GDF-003 asociadas a radares de control de fuego Skyguard.
 TurquíaCerca de 120 unidades GDF-002.

## Historial operativo
- 1 de mayo de 1982
  - Derribo de un Harrier.[7]

- 4 de mayo de 1982
  - Derribo de un Harrier.[7]
  - Sea Harrier del Escuadrón 800, matrícula XZ450 basado en el HMS Hermes (R12) fue derribado sobre Pradera del Ganso por un cañón Oerlikon GDF de 35 milímetros controlado por radar, el piloto Teniente Taylor falleció.[8]

- 25 de mayo de 1982
  - Dos Harriers GR3 derribados, uno con misil Euromissile Roland y otro con cañón de 35 mm. Se observa una eyección.[9]

- 27 de mayo de 1982
  - Un Harrier GR.3 del 1.º Escuadrón de la RAF, matrícula XZ988 es derribado cerca de Pradera del Ganso probablemente por cañón Oerlikon. El Líder de Escuadrón Iveson se eyectó, se escondió y luego fue rescatado.[8]

### Listas relacionadas
- Anexo:Materiales del Ejército de Tierra de España
- Anexo:Equipamiento del Ejército Argentino